# نظام وفا آرانی
نظام وفا آرانی (۱۲۶۶ آران و بیدگل – ۱ بهمن ۱۳۴۳ تهران) شاعر و نویسنده ایرانی بود.

## زندگی و تحصیلات
نظام وفا در سال ۱۲۶۶ خورشیدی در آران و بیدگل به دنیا آمد. پدرش میرزا محمود امام‌جمعه (شاعر، فقیه و امام جمعه) و مادرش منور آرانی (شاعر و خوشنویس) متخلص به حیا و دختر وفایی کاشانی بود. او از شش سالگی به مکتب رفت و خواندن و نوشتن آموخت.

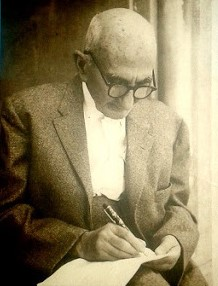
نظام وفا آرانی

"در شش سالگی برای من و چند تن از کودکان خانواده معلم سرخانه آوردند و اگر من خوشی تمام عمر خود را از این سال که سپیده دم حیات من بود تا پانزده سالگی که روشنی و حرارت جوانی نزدیک گردیده بود بدانم درست دانسته ام. من فرزند اول پدر و مادری جوان و با دانش و اخلاق و بی نیاز و آبرومند بودم.وسایل رفاه و بازی و تفریح و تحصیل من از هر حیث فراهم بود. معلمی پیر و خوش رفتار و با علاقه پرورش مرا بر عهده داشت و با دختر عموی مهربان و زیبا که از روز تولد او را نامزد من کرده بودند از اول صبح تا غروب آفتاب کنار هم بودیم. دو برادر و چندین دایی زاده و عمو زاده هم بازی و هم کلاس من بودند و هر روز از روز پیش به من خوش تر می گذشت و گمان می کردم دنیا برای همه اینطور بوده و همیشه خواهد بود ولی این سال های کودکی تا اوایل جوانی مثل شب های نیمه اول هر ماه هرشب مهتاب لطیف تر و زیبایی بیشتری داشت و از نیمه دوم رو به ضعف و زوال و تاریکی گذاشت و من هنوز بیست سال نداشتم که تیرگی های درد و داغ و حرمان و نومیدی از هر سویی به من مستولی گردید.
در نه سالگی مادرم که سی و سه سال از عمرش گذشته بود و در شانزده سالگی خواهرم که بیش از دوازده سال نداشت درگذشتند و مهد نشاط و آماج عشق و تکیه گاه امیدم واژگون گردید و برای دل کوچک و تاریک من آن قدر فشار روی فشار و آنطور داغ روی داغ زیاد بود که شکیبایی مرا در هم شکست"
این درد و داغ وقتی به اوج شدت رسید که کعبه آمالش فریده ۱۳ ساله نیز به مرگی بی گاه و جان کاه روی در نقاب خاک کشید و نظام را تا پایان عمر متالم و سوگوار ساخت. انعکاس تالم و تحسر عمیق فقدان فریده را در تمام آثار او می توان دید. 
پس از تحصیلات مقدماتی به تحصیل علوم ادبی زبان عربی پرداخت. وی چندی همانند  طلبه‌های حوزه علمیه قم به تحصیل مشغول شد و مدتی نیز به تحصیل طب قدیم پرداخت. سپس به نجف رفت و مدت دو سال به تکمیل معلومات خود پرداخت و پس از بازگشت به ایران در تهران اقامت گزید. زبان فرانسه را در مدرسه آلیانس فرا گرفت. در خلال این احوال، وارد فعالیت سیاسی گردید و هنگامی که مجلس شورای ملی به فرمان محمد علی شاه به توپ بسته شد، او در مدرسه سپهسالار همراه مجاهدین مشغول دفاع بود و مدتی هم دستگیر و زندانی گردید.
پس از آزادی دست از فعالیت‌های سیاسی کشید و به کار تدریس و تعلیم مشغول شد. مدتی نیز در وزارت فواید عامه و سپس در وزارت فلاحت به عنوان رئیس بازرسی مشغول کار شد و تا مدیر کلی آن وزارتخانه ارتقا یافت. نظام وفا پس از کناره‌گیری از سیاست به تدریس پرداخت.
وی از جوانی شعر می‌سرود و شاعری شوریده حال بود و رنج‌ها و مصایبی که متحمل شده بود در سروده‌هایش به خوبی مشهود است. نظام وفا از استادان نیما یوشیج بود و نیما بخشی از منظومه زیبای خود به نام افسانه را به وی تقدیم کرده‌است.
نظام وفا در روز یکم بهمن ۱۳۴۳ خورشیدی در تهران درگذشت. وی را در حرم حضرت عبدالعظیم شهر ری در رواق شهید حاج اسماعیل رضایی دفن کردند.

## آثار
- معراج دل و حدیث دل
- یادگار سفر اروپا
- پیوند دل
- حبیب و رباب
- ستاره و فروغ
- آماج دل
- روان‌شناسی
- منطق
- نمایشنامه فروز و فرزانه
- گذشته‌ها
- ماهنامه وفا[۵]